# 塔爾-帕蘭特
塔爾-帕蘭特 Tar-Palantir，在阿督納克語則是亞爾-印西拉頓 Ar-Inziladûn（第二紀元3035年——第二紀元3255年，在位期間：第二紀元3177年——第二紀元3255年）是英國作家約翰·羅納德·瑞爾·托爾金的史詩式奇幻小說《精靈寶鑽》中的人物。他是努曼諾爾帝國第二十四任皇帝。他名字在阿督納克語的意思是「西方之花」 Flower of the West，但在昆雅語則意思是「遠見者」 Far sighted。
塔爾-帕蘭特的父親亞爾-金密索爾極度反對維拉和精靈，但皇后印希爾貝絲則教導兒子為精靈之友。
塔爾-帕蘭特的名字意思是「遠見者」，因為他的確看到了努曼諾爾帝國長此下去將會滅亡，他也預言了聖白樹滅亡之時，皇帝血脈將會隨之告終。他在目力與心智上都很有遠見，就連恨他的人也怕他那具有真知卓見的言語，他讓忠實者有一段平安的日子可過。
塔爾-帕蘭特一反過去自塔爾-阿塔那馬大帝制定反對維拉的政策。塔爾-帕蘭特後悔他前輩的行動，他讓聖白樹寧羅斯Nimloth the Fair重新獲得適當照顧，亦拾回古老在收成季節來臨時在封聖的米涅爾塔瑪山Meneltarma上向伊露維塔Ilúvatar獻祭的傳統。但是，維拉因為塔爾-帕蘭特先祖的傲慢而沒有回應，在米那斯提爾塔上再也看不見伊瑞西亞島和乘白船而來的精靈了。
即使塔爾-帕蘭特是一位忠實者，但是他也對努曼諾爾人的墮落回天乏力。在他統治時，反對維拉的皇帝的人馬領導權落到他的弟弟金密卡特手中，金密卡特大膽地反對他的哥哥，加上維拉的沉默，令塔爾-帕蘭特終日被憂傷籠罩。第二紀元3243年，金密卡特在198歲之時就早逝了，不過塔爾-帕蘭特的悲傷無減，因為金密卡特的兒子亞爾-法拉松比他的父親更加貪婪和驕橫，亦一樣敵視維拉。
塔爾-帕蘭特統治努曼諾爾78年，於第二紀元3255年因悲傷衰老逝世，享年僅220歲。塔爾-帕蘭特的女兒塔爾-密瑞爾是他的正式後繼者，繼位後應該也會跟隨他的政策，但塔爾-密瑞爾遭堂弟亞爾-法拉松篡位，並被強佔成為皇后。